# Villa Carmen
Villa Carmen és un edifici de Teià (Maresme) inclòs a l'Inventari del Patrimoni Arquitectònic de Catalunya.

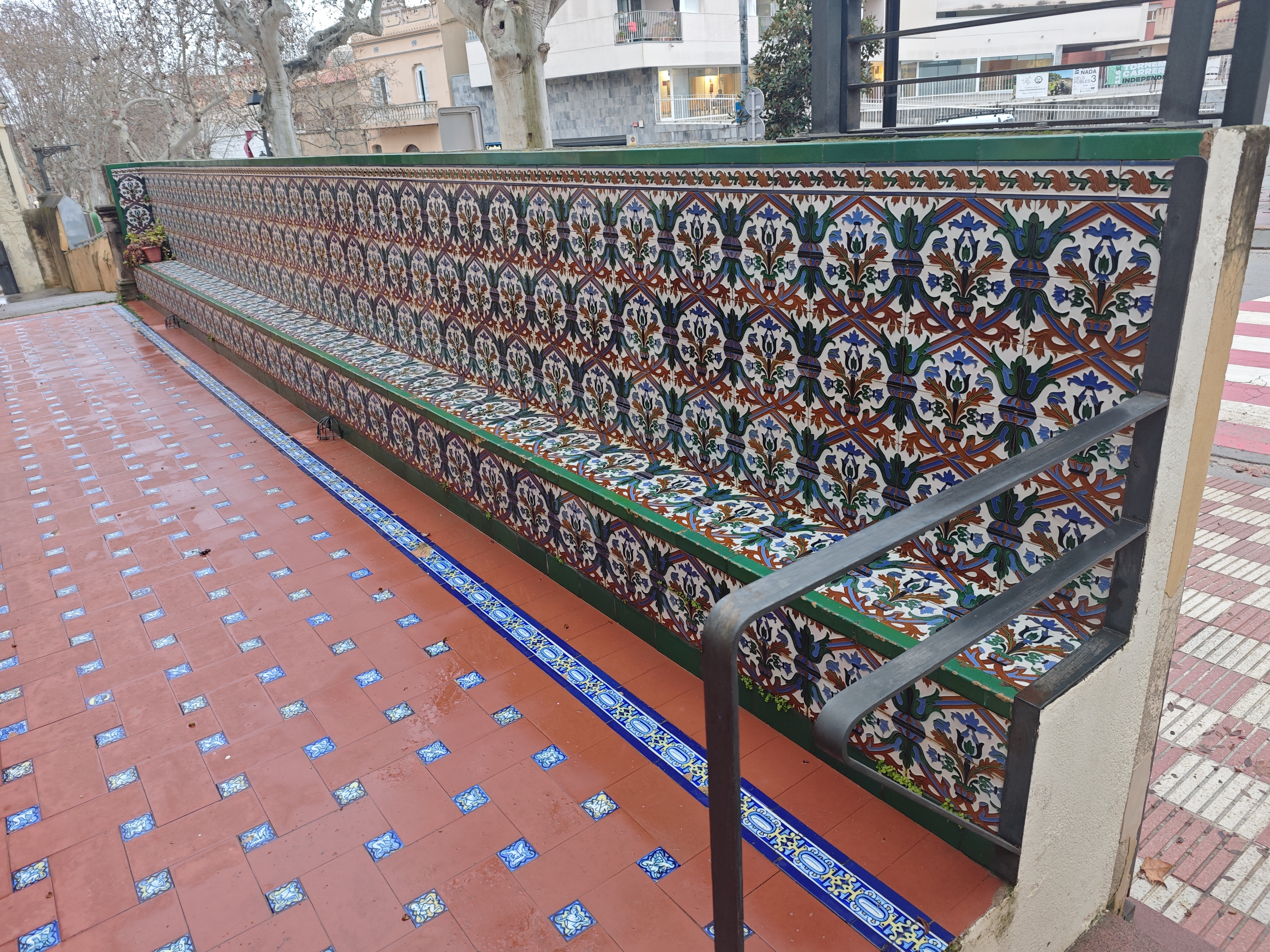
Banc de la façana

## Descripció
Es tracta d'un edifici de planta quadrada i cobert amb teulada plana o terrat, del qual sobresurt una torre quadrada. Consta de planta baixa, pis i golfes que sobresurten com un cos central superior. La façana pròpiament està formada per una escalinata central que condueix a la porta d'accés, un balcó amb un gran finestral i les golfes ja esmentades.
Els elements constructius són d'estil neoclàssic: balustrades, frontons al damunt de les cornises, mènsules que suporten coronaments per a les finestres, etc. Al mur lateral de l'esquerra hi ha una balconada sostinguda per vuit revoltons.
L'entrada al jardí queda emmarcada per dos pilars, i es tanca per una portada de ferro forjat.

## Història
Construït l'any 1890 pel mateix arquitecte que l'havia d'habitar.